# Sphenomorphus buenloicus
Espèce
Sphenomorphus buenloicus est une espèce de sauriens de la famille des Scincidae.

## Répartition
Cette espèce est endémique de la province de Gia Lai au Viêt Nam.

## Systématique
Le nom valide complet (avec auteur) de ce taxon est Sphenomorphus buenloicus Darevsky & Nguyen Van Sang (d), 1983.

### Étymologie
Son épithète spécifique, buenloicus, fait référence à sa localité type, Buon Luoi dans le district d'An Khê (province de Gia Lai).

### Publication originale
- (en) Darevsky & Nguyen, « New and little known lizard species from Vietnam », Zoologicheskii Zhurnal, 1983, vol. 62, no 12, p. 1827-1837.